# タンクレード・ド・オートヴィル
タンクレード・ド・オートヴィル（Tancrède de Hauteville, 990年頃 - 1041年頃）は、オートヴィル（アルタヴィッラ）家の始祖。イタリア語名ではタンクレーディ・ダルタヴィッラ（Tancredi d'Altavilla）となる。

## 生涯
タンクレードの生涯についてはほとんど知られていない。コタンタン半島の街クタンスのノルマン系の一貴族であった彼は、おそらくオートヴィル＝ラ＝ギシャール（Hauteville-la-Guichard）の村を所有していた。タンクレードは2人の妻によって、12人もの息子を残し、その多くが南イタリアにおいて重要な諸侯となった。
1010年頃、ミュリエル（Murielle）との結婚では以下の子をもうけた（／の後はイタリア名）。
- 鉄腕ギヨーム／グリエルモ（Guillaume Bras-de-Fer / Guglielmo Braccio di Ferro） - プーリア伯（在位：1042年 - 1046年）
- ベアトリス（1010年頃 - 1101年頃） - ウー伯ロベールの息子アルマン（ノルマンディー家、モンテスカリオーゾ伯家祖）と結婚
- ドロゴン／ドロゴーネ（Drogon / Drogone） - プーリア伯（在位：1046年 - 1051年）
- オンフロワ／ウンフレード（Onfroi / Umfredo） - プーリア伯（在位：1051年 - 1057年）
- ゴドフロワ／ゴッフレード（Godefroi / Goffredo） - ロリテッロ伯
- セルロン／セルローネ（Serlon / Serlone） - ノルマンディーに残留、息子セルローネ2世（1072年没）は叔父ルッジェーロのもとで戦う[1]。

1025年にミュリエルが死ぬと、タンクレードはフレデゼンド（Frédésende）と2度目の結婚を行い、以下の子をもうけた。
- ロベール・ギスカール／ロベルト・イル・グイスカルド（Robert Guiscard / Roberto il Guiscardo） - プーリア伯、のちにプーリア公、カラブリア公、シチリア公。
- モジェ／マルジェーロ（Mauger / Malgero）
- ギヨーム／グリエルモ（Guillaume / Guglielmo） - プリンチパート伯
- アルフレッド（Alfred） - ノルマンディーに残留
- ユベール（Hubert） - ノルマンディーに残留
- タンクレード（Tancrède） - ノルマンディーに残留
- エマ（Emma）
- フレデゼンド（Frédésende） - アヴェルサ伯・カプア公リッカルド1世と結婚[2]
- ロジェ／ルッジェーロ（Roger / Ruggero I） - 大伯爵（Gran Conte）と呼ばれたシチリア伯

残る幾人かの女子の名前は知られていない。